# Wholetrain (Film)

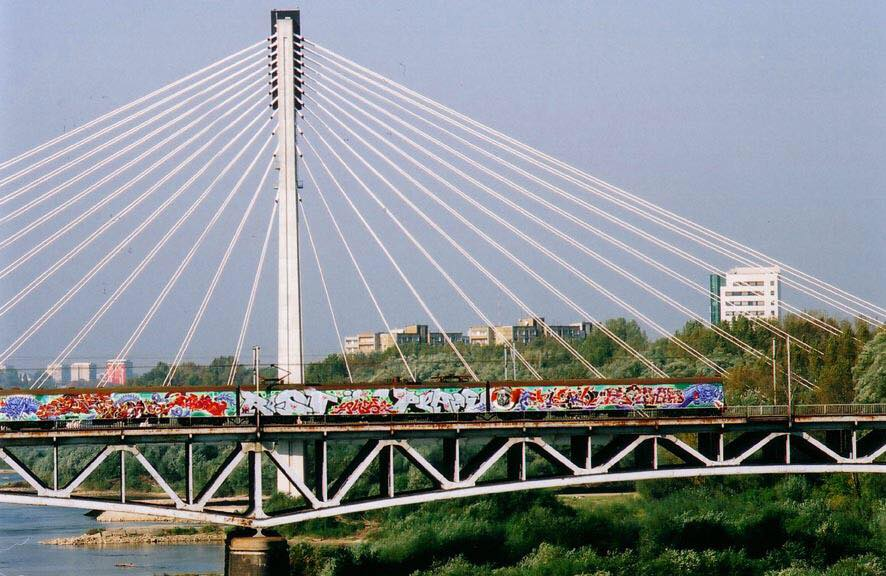
Beispiel für einen „Wholetrain“

Wholetrain ist der erste deutsche Kinofilm mit dokumentarischem Hintergrund, der Graffiti und das Milieu der Graffiti-Sprayer zum Thema hat. Als „Wholetrain“ wird das Besprühen eines ganzen Zuges bezeichnet. Der Film kam deutschlandweit am 5. Oktober 2006 in die Kinos.

## Handlung
Die Graffiti-Crew KSB (die Abkürzung steht für Keep Steel Burning) besteht aus vier jungen Männern, die nachts Graffiti auf Züge malen, aber ihr sonstiges Umfeld wie Schule (Achim), Beruf (Elyas) oder Vaterpflicht (Tino) vernachlässigen. Als eine konkurrierende Crew namens ATL (Above The Law) in der Szene auftaucht, kommt es zu Handgreiflichkeiten und künstlerischen Auseinandersetzungen zwischen den Gruppen.
David wird auf Bewährung entlassen und trifft sich daraufhin sofort mit seiner Crew, um zu sprayen. Im Folgenden überlegt er häufiger, aus der Graffiti-Szene auszusteigen. Dieser Gedanke verfestigt sich durch erneute Konfrontation mit der Staatsgewalt. Durch seine Verurteilung ist er schwer verschuldet. Sein Bewährungshelfer macht ihn auf einen Kunstprofessor aufmerksam. David ist der Anführer der Gruppe und Mentor des jungen Achim, der aus einem wohlbehüteten Elternhaus stammt, während des Unterrichts zeichnet und die Schule schwänzt. In Folge wollen ihn seine Eltern in einem Internat unterbringen.
Tino ist Vater des jungen Kenny, um den er sich sporadisch und nachlässig kümmert. Er führt einen chaotischen Lebensstil, der sich völlig den Graffiti widmet, lebt mit seiner Schwester und Mutter zusammen und wurde bereits mehrfach beim Schwarzfahren erwischt, weshalb ihm seine Mutter Geld gibt, um sich endlich eine Monatskarte zu kaufen. Tino umwirbt erfolgreich Tamara, die mit beiden der verfeindeten Crews in Verbindung steht. Nach einem Zusammenstoß mit ATL zerstreiten sich die beiden. Im Umgang mit seinen Freunden redet Tino abwertend über seinen wieder verheirateten und in Amerika lebenden Vater, jedoch erwartet er sehnsüchtig Briefe von ihm.
Elyas arbeitet sowohl in einer Autolackierei, in der er Spraydosen stiehlt, als auch im Imbiss seines Vaters. Er ist dem jungen Achim gegenüber misstrauisch, besonders bezüglich dessen Zuverlässigkeit und Schweigsamkeit.
Nachdem sie mehrmals bei Konfrontationen mit ATL den kürzeren gezogen hat, versucht die KSB-Gruppe, einen Zug vollständig (wholetrain) zu bemalen. Der Versuch scheitert, da sie von Polizisten überrascht werden. David wird von einem der Polizisten vor einem vorbeifahrenden Zug gerettet. Daraufhin versucht der Polizist, ihm seine Maske abzuziehen, und wird von David zu Boden geschlagen. Alle vier können entkommen, Tino verliert bei der Flucht jedoch seine Fahrkarte. Daraufhin durchsucht die Polizei die Wohnung von Tinos Familie. Tino kehrt zurück, sieht einen Polizisten vor seiner Wohnungstür und flieht erfolgreich. Die Polizisten zeigen seiner Mutter die Monatskarte, die sie zu ihnen geführt hat. Daraufhin wird Tino im Bus kontrolliert. Er flieht vor dem Kontrolleur und verunglückt dabei tödlich. Den Rest der Gruppe erreicht die Nachricht beim Grillen anlässlich Elyas’ Geburtstag, zu dem auch eine versöhnlich gestimmte Tamara erscheint.
David geht nach einem Besuch bei Tinos trauernder Familie zur Kunsthochschule und legt seine Zeichnungen vor. Der Professor beurteilt seine Werke nach Methodik und Stil sehr positiv. Mitten im Satz verlässt David wortlos den Raum. Er holt die Spraydosen der Gruppe aus ihrem Schließfach und beginnt, Berlin am helllichten Tag mit Nachrufen für Tino zu besprühen. Er nutzt im selben Schriftzug sowohl Tinos bürgerlichen Namen, als auch seinen Sprayernamen. Am Abend treffen sich die beiden verfeindeten Crews KSB und ATL und besprühen gemeinsam einen kompletten Zug, unter anderem mit dem Konterfei des verunglückten Tino. Der Film endet in Schnitten von der Fahrt des Zuges durch die Stadt, durchmischt mit Bildern von Angestellten der Deutschen Bahn, die den Zug chemisch reinigen.

## Entstehung
Das Drehbuch wurde von Florian Gaag geschrieben, der gleichzeitig auch Regie führte und den Soundtrack produzierte. Gaag war früher selbst als Sprüher aktiv und absolvierte an der Tisch School of the Arts in New York ein vierjähriges Filmstudium. Nachdem er wieder nach Deutschland zurückgekehrt war, begann für ihn die Arbeit mit Wholetrain. Die Umsetzung seines Filmes gestaltete sich schwierig. Die erste Hürde, eine Produktion zu finden, wurde durch die Unterstützung von Christian Cloos vom ZDF – Das kleine Fernsehspiel erleichtert. Die Goldkind Filmproduktion sah das Potenzial und übernahm die Produktionstätigkeit. Die nächste Hürde war es, eine Bahngesellschaft zu finden, die dazu bereit war, ihre Züge bemalen zu lassen, da die Deutsche Bahn sich weigerte, ihn bei diesem Projekt zu unterstützen. Zudem wollte sie das Projekt europaweit stoppen und andere Verkehrsbetriebe warnen. Letztlich sagte die Stadt Warschau zu und gab ihm eine Drehgenehmigung, wobei ein paar Szenen auch in München gedreht wurden. Gedreht wurde vom 24. August bis 9. Oktober 2004.
Für die Besetzung wurden rund 3000 Leute per Streetcastings in großen Städten wie Berlin, Hamburg, München und Köln gesucht. Ziel war es, Darsteller mit Graffiti-Erfahrung zu finden. Als die Besetzung stand, wurden die Schauspieler einem sogenannten Training unterzogen. Sie hatten Leinwände zur Verfügung und mussten taggen lernen. Die beteiligten erfahrenen Writer hatten freie Hand und entwarfen zu diesem Film einige Skizzen, die sie in voller Größe mit Sprühdosen umsetzten.
Die „Writer“, die für die „Pieces“ im Film verantwortlich sind, sind Cemnoz, Neon, Won, Ciel, Mons und Pure.
Der Verkaufsstart für die DVD und den Soundtrack war der 7. Dezember 2007.
Bei den Zügen handelt es sich um die Baureihe EN57 der Koleje Mazowieckie, einer Tochtergesellschaft der Polnischen Staatsbahnen.

## Auszeichnungen
- Urban World Vibe Film Fest New York – Bester Spielfilm
- Cologne Conference – Bester Spielfilm
- Kiew Film Festival – Bester Spielfilm – Audience Award
- Hip Hop Odyssey Film Festival New York  – Bester Spielfilm
- Sarajevo Film Festival – Bester Jugendfilm
- Starter Filmpreis – Stadt München
- Exground Filmfest Wiesbaden – Bester Jugendfilm
- Internationale Filmfestspiele Berlin – Besondere Erwähnung „Dialogue en Perspective“
- Boston International Film Festival – Bester Spielfilm
- Molodist – Bester Langfilm (2007), Publikumspreis (2007)
- Adolf-Grimme-Preis – Fiktion (2009)

## Musik
Der Soundtrack wurde von Florian Gaag produziert. In der Produktion haben weiterhin Roger Rekless (Cutz) und den Hitfarmers (Premastering) mitgewirkt. Die Vocals steuerten u. a. folgende Künstler bei: KRS-One, Afu-Ra, Freddie Foxxx, Grand Agent, Planet Asia, O.C., El Da Sensei, und Tame One.